# Uferwanzen
Die Ufer- oder Springwanzen (Saldidae) sind eine Familie der Wanzen (Heteroptera). Sie stellen mit 265 Arten die umfassendste Familie innerhalb der Leptopodomorpha dar. Die deutschen Namen weisen auf die Bevorzugung dieser Insekten von Uferbiotopen und anderen Feuchtlebensräumen sowie auf ihr Fluchtverhalten mittels Sprungflügen hin.

## Verbreitung und Lebensräume
Die Ufer- oder Springwanzen sind weltweit verbreitet. Sie besiedeln sowohl Süßwasser-Uferbiotope und andere Feuchtlebensräume in Wassernähe als auch Meeresküsten mit Salzeinfluss.

## Merkmale
Die Tiere sind klein bis mittelgroß. Ihr Körperumriss ist oval. Ihre sehr großen, nierenförmigen Facettenaugen lassen auf eine sehr gute optische Orientierungsfähigkeit beim Beutefang schließen. Die Wanzen sind überwiegend bräunlich-schwarz und weiß gefärbt, wobei die Intensität der Musterung variabel ist. Aus dem Hell-Dunkel-Muster resultiert eine hohe farbliche Anpassung an die Umgebung und damit eine sehr gute Tarnung. Bei fast allen Arten kommen neben fast schwarzen Formen auch sehr helle Individuen vor. Allgemein scheinen sich an höher gelegenen und moorigen, also kälteren Standorten überwiegend dunkle Individuen zu entwickeln.

## Sprungvermögen
Springende Arten sind innerhalb der Wanzen, im Gegensatz zu den Zikaden, die Ausnahme und lediglich aus zwei Familien bekannt. Die Saldidae werden nach dieser auffallenden Eigenschaft auch „Springwanzen“ genannt. Das Sprungvermögen ist bei der Art Saldula saltatoria im Detail untersucht worden. Angetrieben wird der Sprung demnach durch mächtige, im Rumpf sitzende Muskeln, die am Schenkelring der Hinterbeine ansetzen. Durch plötzliche Streckung des Gelenks zwischen Schenkel und Schenkelring werden die Hinterbeine gestreckt und das Tier dadurch in die Luft katapultiert. Sehr oft geht durch Öffnen der Flügel schon vor dem Absprung der reine Sprung in einen Sprungflug über. Die Tiere erreichen bei einer Körperlänge von etwa 3,5 Millimeter Sprunglängen von 32 Zentimeter und Sprunghöhen von gut 10 Zentimeter.

## Lebensweise
Ufer- oder Springwanzen leben ausschließlich räuberisch (zoophag) von Insekten und anderen Gliederfüßern. Sie laufen sehr agil am Boden umher und reagieren bei Störungen mit weiten Sprungflügen. Die Weibchen sind in der Lage mit ihrem Legeapparat (Ovipositor) ihre Eier in den Boden, totes Pflanzenmaterial oder andere Substrate zu versenken. Einige Arten legen die Eier offen ab. Die Überwinterung erfolgt im Eistadium oder als erwachsene Tiere (Imagines). Die Überwinterung der Imagines erfolgt dabei überwiegend in trockeneren Biotopen, vielfach weit von Uferlebensräumen entfernt.

## Arten (Europa)
In Europa treten folgende 47 Arten auf:
- Unterfamilie Chiloxanthinae
  - Gattung Chiloxanthus
    - Chiloxanthus arcticus (J. Sahlberg, 1878)
    - Chiloxanthus pilosus (Fallen, 1807)
    - Chiloxanthus stellatus (Curtis, 1835)

  - Gattung Pentacora
    - Pentacora sphacelata (Uhler, 1877)

- Unterfamilie Saldinae
  - Gattung Calacanthia
    - Calacanthia alpicola (J. Sahlberg, 1880)
    - Calacanthia trybomi (J. Sahlberg, 1878)

  - Gattung Chartoscirta
    - Chartoscirta cincta (Herrich-Schäffer, 1841)
    - Chartoscirta cocksii (Curtis, 1835)
    - Chartoscirta elegantula (Fallen, 1807)
    - Chartoscirta geminata (A. Costa, 1853)

  - Gattung Halosalda
    - Halosalda concolor (Puton, 1880)
    - Halosalda coracina Cobben, 1985
    - Halosalda lateralis (Fallen, 1807)

  - Gattung Macrosaldula
    - Macrosaldula heijningeni Cobben, 1959
    - Macrosaldula madonica (Seidenstucker, 1961)
    - Macrosaldula scotica (Curtis, 1835)
    - Macrosaldula variabilis (Herrich-Schäffer, 1835)

  - Gattung Micracanthia
    - Micracanthia fennica (Reuter, 1884)
    - Micracanthia marginalis (Fallen, 1807)

  - Gattung Orthophrys
    - Orthophrys pygmaea (Reuter, 1900)

  - Gattung Salda
    - Salda adriatica Horvath, 1887
    - Salda henschii (Reuter, 1891)
    - Salda littoralis (Linnaeus, 1758)
    - Salda morio Zetterstedt, 1838
    - Salda muelleri (Gmelin, 1790)
    - Salda sahlbergi Reuter, 1875

  - Gattung Saldula
    - Saldula amplicollis (Reuter, 1891)
    - Saldula arenicola (Scholtz, 1847)
    - Saldula c-album (Fieber, 1859)
    - Saldula connemarae Walton, 1986
    - Saldula fucicola (J. Sahlberg, 1870)
    - Saldula lindbergi Lindskog, 1975
    - Saldula melanoscela (Fieber, 1859)
    - Saldula nitidula (Puton, 1880)
    - Saldula nobilis (Horvath, 1884)
    - Saldula opacula (Zetterstedt, 1838)
    - Saldula orthochila (Fieber, 1859)
    - Saldula pallipes (Fabricius, 1794)
    - Saldula palustris (Douglas, 1874)
    - Saldula pilosella (Thomson, 1871)
    - Gemeiner Hüpferling (Saldula saltatoria) (Linnaeus, 1758)
    - Saldula sardoa Filippi, 1957
    - Saldula setulosa (Puton, 1880)
    - Saldula xanthochila (Fieber, 1859)

  - Gattung Teloleuca
    - Teloleuca bifasciata (Thomson, 1871)
    - Teloleuca branczikii (Reuter, 1891)
    - Teloleuca pellucens (Fabricius, 1779)

## Belege